# Funicolare di Bergamo Alta
La funicolare di Bergamo Alta è uno dei due impianti di funicolare della città di Bergamo. Costruita nel 1887, collega la città alta al centro cittadino.

## Storia

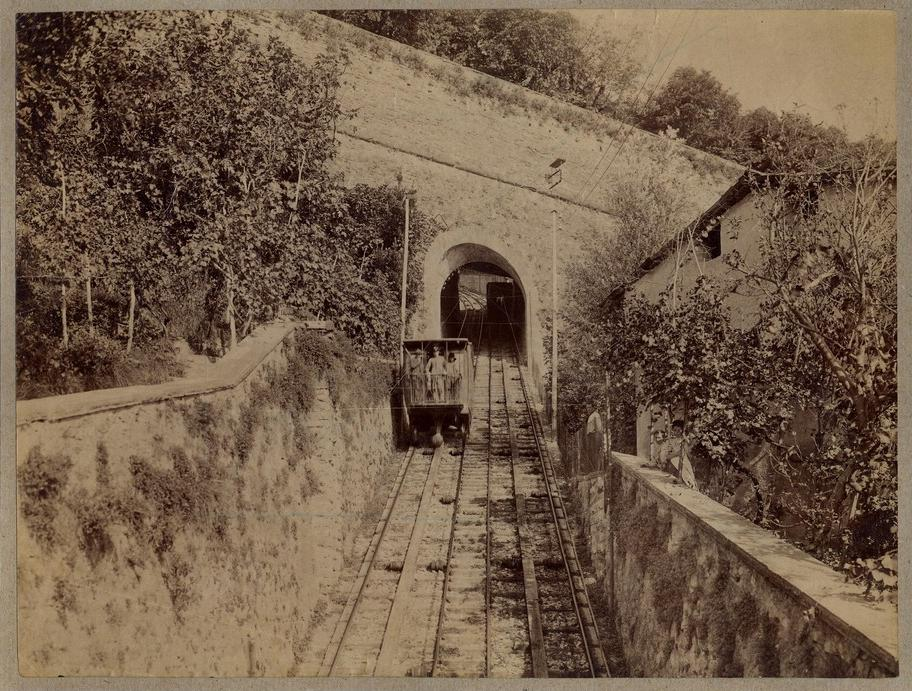
La funicolare sul finire dell'Ottocento

Dopo un lungo dibattito circa i mezzi più disparati per congiungere le due parti della città, nel 1887 prevalse il progetto dell'emiliano Alessandro Ferretti, al quale fu affidata altresì la concessione per l'esercizio della rete tranviaria di Bergamo. Venne dunque realizzato un impianto del tipo "va e vieni" che, partito da Bergamo Bassa, viale Vittorio Emanuele II, attraversava le mura venete e portava nel cuore di Città Alta nel palazzo Rota poi Suardi della piazza Mercato delle Scarpe. La prima corsa della funicolare avvenne il 20 settembre 1887.
Nel primo dopoguerra alla gestione subentrò l'Azienda Municipalizzata Funicolari e Tranvie Elettriche (AMFTE). L'impianto venne completamente ristrutturato tra il 1920 e il 1921, modificando le due stazioni e utilizzando nuove vetture costruite dalle Officine meccaniche Stigler.
Nel 1954 venne ulteriormente rinnovata la stazione inferiore, mentre tra il 1963 e il 1964 vennero sostituite le due vetture con altre di tipo panoramico
Nel 1979 il gestore mutò ragione sociale in Azienda Trasporti Bergamo (ATB). Una nuova chiusura dell'impianto finalizzata alla manutenzione periodica e al rinnovo dei sistemi di sicurezza fu attuata nel 1988; in tale occasione vennero immesse in servizio nuove vetture da 55 posti di costruzione Ceretti e Tanfani.

## Caratteristiche e percorso
| Unknown route-map component "utKBHFa@f" |

| Unknown route-map component "utSKRZ-G2" |

| Unknown route-map component "utSTR+GRZq" |

| Unknown route-map component "utKBHFe@g" |

A motivo della peculiare conformazione dell'impianto i due binari presentano lunghezze diverse, pari a 240 e 234 rispettivamente per le vie di corsa destra e sinistra. Il dislivello coperto è pari a 85 metri, con una pendenza massima del 52%.
La stazione inferiore della funicolare, posta a 271 metri s.l.m. è servita dalla rete di autolinee ATB, così come quella posta presso la città alta, che sorge a 356 metri s.l.m.

## Galleria d'immagini

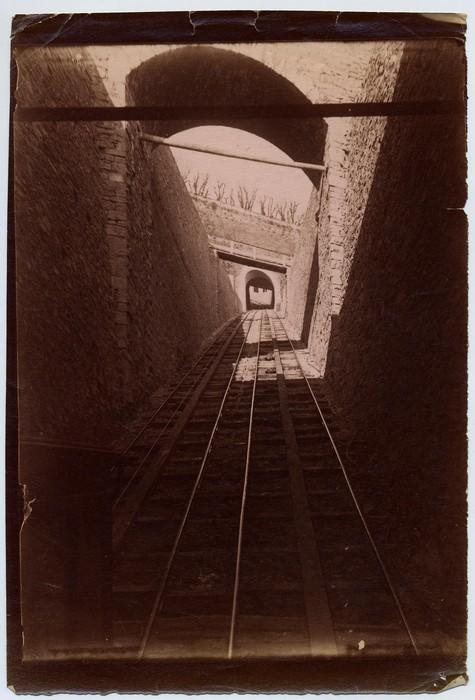
Gli impianti originari
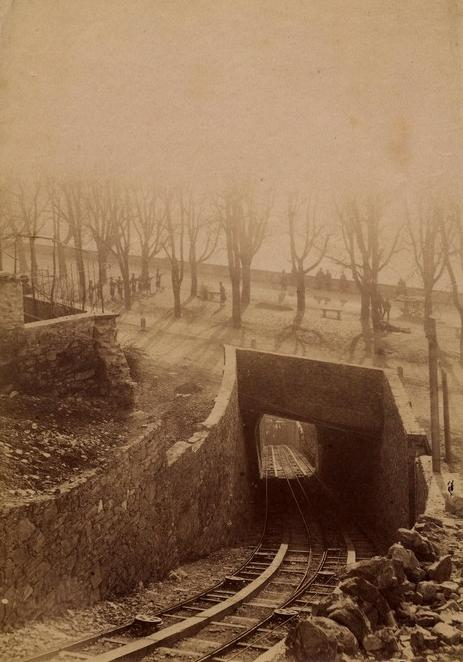
Gli impianti originari
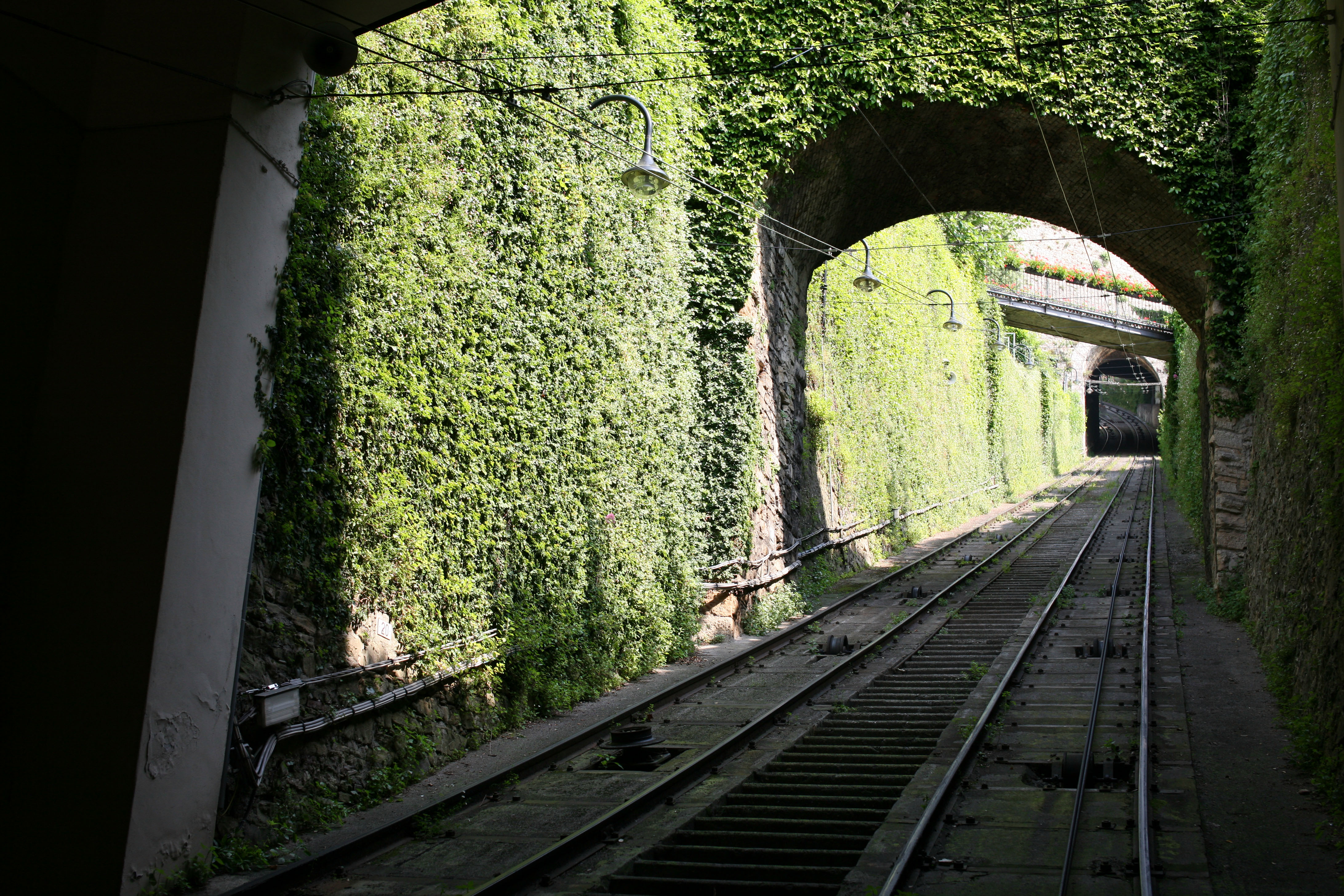
Gli impianti
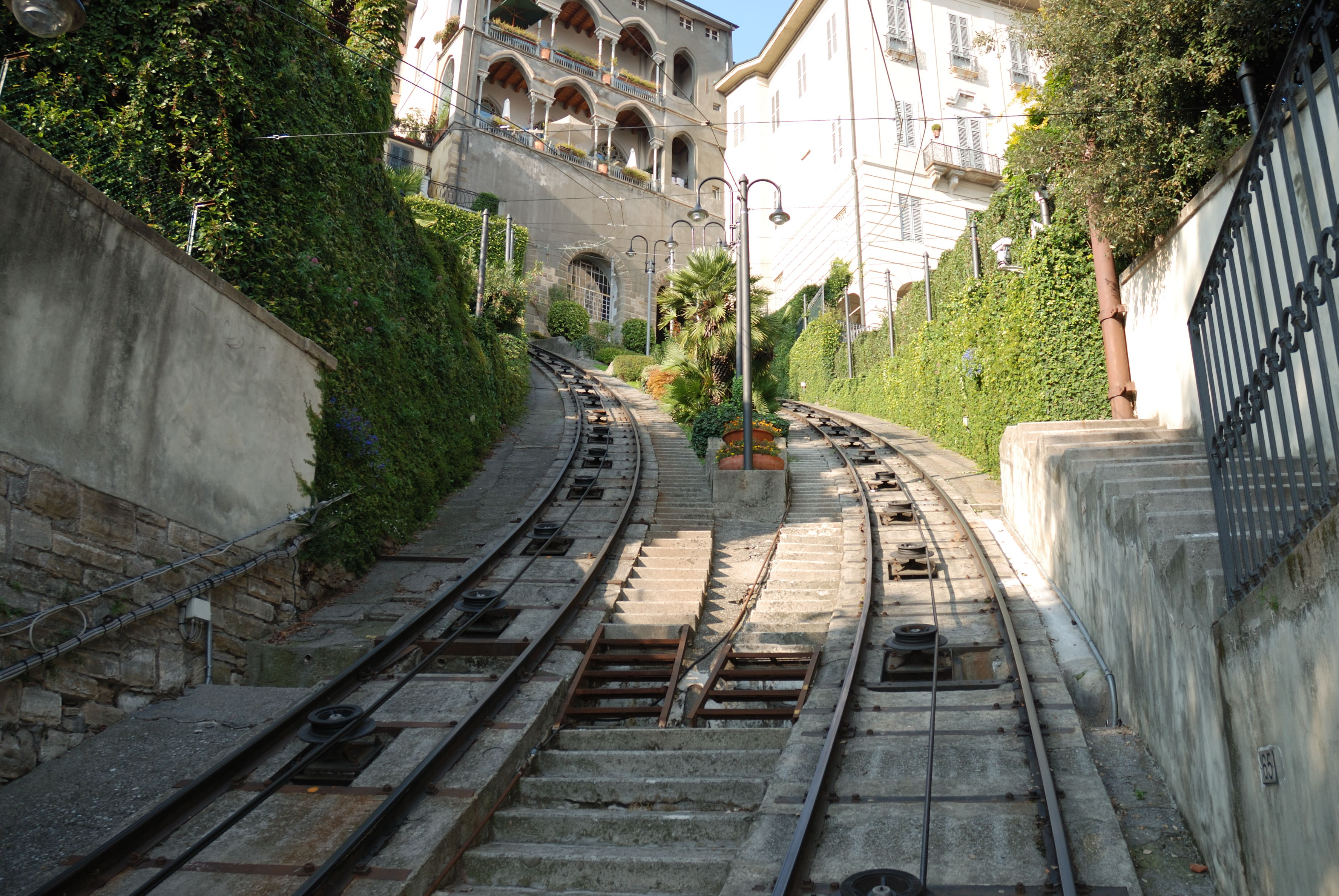
Gli impianti
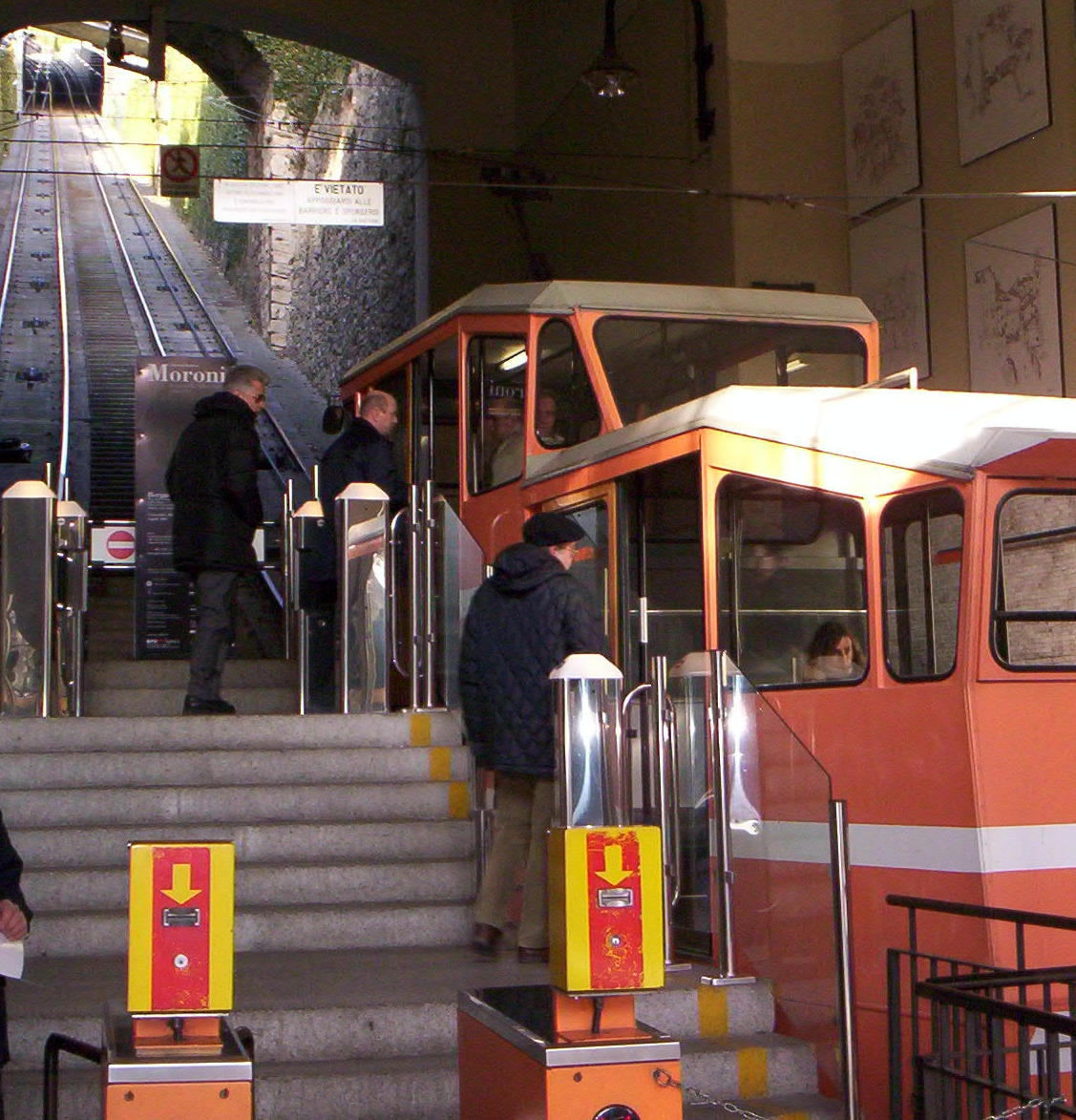
Stazione inferiore
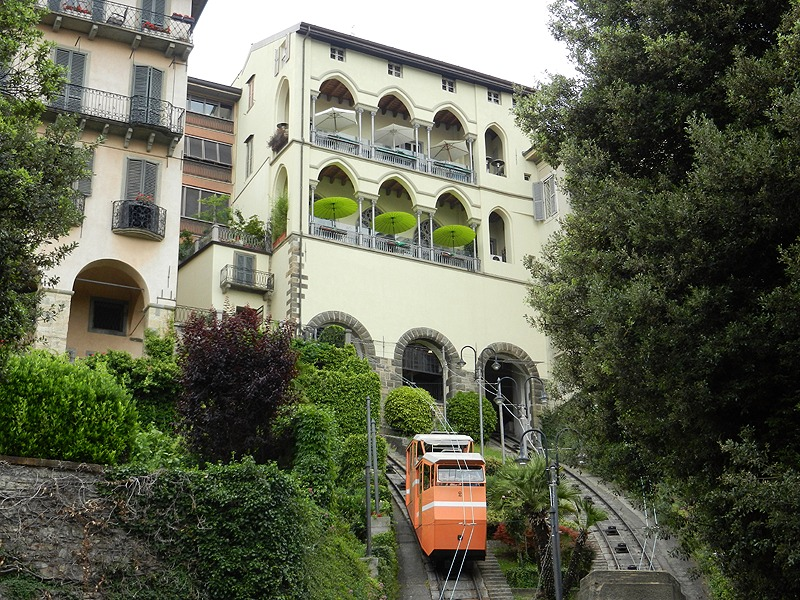
Funicolare Bergamo Alta